# Club Deportivo Deportes Valdivia
O Club Deportivo Deportes Valdivia é um clube de futebol do Chile, localizado na cidade de Valdivia na Região de Los Rios. Seus rivais são o Provincial Osorno e o Deportes Puerto Montt.

## História
No ano de 1983, a Asociación Central de Fútbol convidou várias cidades do sul do país para participar do campeonato da Segunda Divisão, incluíndo Valdivia, que foi representada pelo Club de Deportes Valdivia. Inclusive, em 1988 o time chegou a primeira divisão do Chile, conseguindo se manter nela por dois anos. O futebol da cidade sofre uma dura perca, quando em 1991, após péssimas campanhas e rebaixamentos, levaram ao fim do clube.
O Club Deportivo Deportes Valdivia foi fundado em 2003, revivendo os símbolos do desaparecido Deportes Valdivia, recebendo apoio monetário da Universidad Austral de Chile e principalmente da Municipalidade de Valdivia. Pelo nome, uniforme, símbolos, o atual Deportes Valdivia é o herdeiro do extinto clube, desaparecido em 1991. 

## Dados do clube
- Temporadas na Primera A: 2 (1988-1989)
- Temporadas na Primera B: 11 (1983-1987, 1990, 2016-2020)
- Temporadas na Segunda División Profesional: 7 (2013-2016, 2021-2023)
- Temporadas na Tercera A: 9 (2004-2009, 2012, 2024)
- Temporadas na Tercera B: 3 (2010-2011, 2025-)
- Melhor colocação na Primera División: 10° posição (1988)
- Melhor colocação na Copa Chile: Semifinalista (1989) - Deportes Valdivia (4) 0 - 0 Colo-Colo (5)

## Títulos
| NACIONAIS | NACIONAIS                       | NACIONAIS | NACIONAIS  |
|           | Competição                      | Títulos   | Temporadas |
| --------- | ------------------------------- | --------- | ---------- |
|           | Campeonato Chileno - 3ª divisão | 1         | 2015-16    |